# Synaxa - Matica Srpska International Journal for Social Sciences, Arts and Culture
Synaxa : Matica Srpska International Journal for Social Sciences, Arts and Culture је научни часопис покренут 2017. године који издаје Матица српска у Новом Саду. Бави се темама из друштвених и хуманистичких наука.

## О часопису
Часопис објављивљује научне чланке и расправе, прегледне чланке, осврте, приказе, хронике, белешке, библиографије, итд. из области друштвених и хуманистичких наука с идејом о стварању интегрисане и компаративне перспективе значајних друштвених питања.

### Историјат
Часопис је покренут 2017. године.

### Периодичност излажења
Часопис излази једном годишње.

## Уредници
Академик Часлав Оцић (2017 - )

## Аутори прилога
Различити (домаћи и страни) аутори у зависности од теме броја из филозофске, социолошке, економске, правне, демографске, антрополошке, етнолошке, етнополитичке, психолошке, геоекономске, политиколошке, комуниколошке, историографске, културноисторијске, лингвистичке, историјско и теоријско уметничке, археолошке, еколошке, просторно планерске, туризмолошке и друге научне области.

## Теме
Циљ објављивања часописа је већа видљивост српских научних резултата и истраживања на филозофске, социолошке, економске, правне, демографске, антрополошке, етнолошке, етнополитичке, психолошке, геоекономске, политиколошке, комуниколошке, историографске, културноисторијске, лингвистичке, историјско и теоријско уметничке, археолошке, еколошке, просторно планерске, туризмолошке и друге сродне теме из домена друштвених и хуманистичких наука.

## Електронски облик часописа
Часопис је доступан и у електронској форми у слободном приступу.